# Черепанов Микита Вадимович
Мики́та Вади́мович Черепа́нов (рос. Никита Вадимович Черепанов; 19 листопада 1995, м. Ярославль, Росія) — російський хокеїст, захисник. Виступає за ХК «Рязань» у Вищій хокейній лізі.  
Вихованець хокейної школи «Локомотив» (Ярославль). Виступав за «Локо» (Ярославль), ХК «Рязань».
У складі молодіжної збірної Росії учасник чемпіонату світу 2015. 
Досягнення
- Срібний призер молодіжного чемпіонату світу (2015)